# Zhao Yi
Zhao Yi   (Wujin District, 1727 - 1814) fou un historiador i poeta xinès.

## Biografia
Zhao Yi (xinès simplificat: 趙翼).Va néixer el 22 d'octubre de 1727 a Xiganli a la riba nord del comtat de Yanghu, prefectura de Changzhou, província xinesa de Jiangsu, durant el regnat de l'emperador Yongzheng de la Dinastia Qing. El seu pare era professor en una escola provada. El 1741, el seu pare Zhao Weikuan va morir. La família de Zhao molt empobrida era incapaç de mantenir els seus germans petits. A causa de l'excel·lent rendiment acadèmic de Zhao Yi i la simpatia per la seva situació, la família Hang li va permetre heretar el negoci del seu pare i continuar ensenyant. El 1747 es va presentar als exàmens provincials però no va aprovar. No va ser fins al 1761 que va aprovar l'examen imperial per obtenir el grau de "jinshi" que li va permetre ocupar diferents càrrecs oficials.
Va compaginar la seva activitat com a poeta i historiador amb càrrecs públics a Pequín, com a examinador i la direcció d'una acadèmia a Yangzhou. Més tard també va ocupar càrrecs administratius i a l'exercit , a la prefectura de Zhen'an a Guangxi . El 1787 desprès de passar per situacions complexes en la seva feina en l'administració en temes militars, Zhao va renunciar al seu càrrec i es va convertir en professor de l'Acadèmia Anding.
Com a historiador va escriure un mètode historiogràfic: "Nianer shi zhaji", que va finalitzar l'any 1796. i l'obra més important "Notes sobre les vint-i-dues històries dinastiques"., va aportar una perspectiva històrica a la interpretació de la literatura, amb un cert descrèdit de la visió intemporal del canon poètic.
En funció del seu origen geogràfic, conjuntament amb Yuan Mei (1716 - 1797) i Jiang Shiquan (1725 - 1785) se'l coneixia com un dels "Tres grans de l'oest del Riu Blau".
Com a poeta va cultivar la forma "shi" i va escriure un llibre sobre la funció del poeta en la societat.
Va morir el 17 d'abril de1814.

## Obres destacades
- 古詩十九首  "Lit.: DInou poemes antics”
- 閒居讀書六首 "Lit.: Sis poemes llegint en temps d’oci"
- 甌北集  "Lit.: Col·lecció Oubei"
- 五人墓 "Lit.: Tomba de cinc persones"
- 二十二史札記 "Lit.: Vint-i-dos notes històriques"